# جيم باترسون
جيم باترسون (بالإنجليزية: Jim Patterson)‏ (1928 - 16 ديسمبر 2012) هو لاعب كرة قدم بريطاني في مركز الهجوم. لعب مع كوين أوف ساوث.

## وصلات خارجية
- جيم باترسون على موقع قاعدة بيانات كرة القدم.إي يو (الإنجليزية)